# Eccellenza Liguria 2020-2021
Il campionato italiano di calcio di Eccellenza regionale 2020-2021 è il trentesimo organizzato in Italia. Rappresenta il quinto livello del calcio italiano.
È composto da un girone "A" da 11 squadre e "B" da 10 squadre, entrambi organizzati dal Comitato Regionale della regione Liguria. Causa pandemia COVID-19 il campionato è stato interrotto salvo poi riprendere ad aprile con una nuova formula e con la presenza di sole 14 squadre divise in due gironi, con partite di solo andata. Le prime quattro squadre dei due gironi hanno disputato quarti di finale e semifinale andata e ritorno e una finale in partita unica e in campo neutro. La vincente è stata promossa in serie D.

## Girone A

### Squadre partecipanti
| Club                           | Città                 | Stadio                           | Stagione precedente      |
| ------------------------------ | --------------------- | -------------------------------- | ------------------------ |
| A.S.D. Albenga 1928            | Albenga (SV)          | Stadio Annibale Riva             | 3º posto in Eccellenza   |
| A.S.D. Cairese                 | Cairo Montenotte (SV) | Stadio Cesare Brin               | 4º posto in Eccellenza   |
| U.S.D. Campomorone Sant'Olcese | Campomorone (GE)      | Stadio Begato 9                  | 6º posto in Eccellenza   |
| F.B.C. Finale                  | Finale Ligure (SV)    | Stadio Felice Borel              | 13º posto in Eccellenza  |
| A.S.D. Football Genova Calcio  | Genova (Cornigliano)  | Stadio Italo Ferrando            | 10º posto in Eccellenza  |
| A.S.D. Pietra Ligure 1956      | Pietra Ligure (SV)    | Stadio Giacomo De Vincenzi       | 15º posto in Eccellenza  |
| S.S.D. Varazze 1912 Don Bosco  | Varazze (SV)          | Stadio Olmo Ferro (Celle Ligure) | 3º posto in Promozione/A |

## Girone B

### Squadre partecipanti
| Club                              | Città                               | Stadio                       | Stagione precedente      |
| --------------------------------- | ----------------------------------- | ---------------------------- | ------------------------ |
| U.S.D. Angelo Baiardo             | Genova (Molassana)                  | Stadio Guerino Strinati      | 7º posto in Eccellenza   |
| A.S.D. Athletic Club Albaro       | Genova (Albaro)                     | Stadio Tre Campanili         | 14º posto in Eccellenza  |
| Fezzanese                         | Fezzano di Portovenere (SP)         | Stadio Miro Luperi (Sarzana) | 15º posto in Serie D/A   |
| A.D. F.S. Sestrese Calcio 1919    | Genova                              | Stadio Giuseppe Piccardo     | 1º posto in Promozione/A |
| Ligorna                           | Genova (Struppa)                    | Campo Ligorna "A"            | 18º posto in Serie D/A   |
| S.S.D. Rapallo R. 1914 Rivarolese | Rapallo (GE)                        | Stadio Umberto Macera        | 12º posto in Eccellenza  |
| S.C.D. Rivasamba H.C.A.           | Riva Trigoso di Sestri Levante (GE) | Stadio Favole H.C. Andersen  | 8º posto in Eccellenza   |

## Ripresa in primavera e nuovo format
A marzo 2021 il Comitato regionale rende nota le modalità di ripresa con i nuovi format. Le società possono scegliere se riprendere oppure terminare la stagione, non ci saranno retrocessioni in Promozione.
Quattordici squadre hanno dato la loro adesione e si sono formati due gironi da sette squadre ciascuno.
La partenza è fissata per il 28 marzo, l'ultima giornata della fase a gironi invece il 16 maggio. Le prime quattro classificate di ciascun girone, giocheranno i play-off per decidere la formazione promossa in Serie D. Ad eccezione della finale, le sfide dei play-off sono andata e ritorno.

### Classifica

#### Girone A
|  | Pos. | Squadra                 | Pt | G | V | N | P | GF | GS | DR |
|  | ---- | ----------------------- | -- | - | - | - | - | -- | -- | -- |
|  | 1.   | Finale                  | 14 | 6 | 4 | 2 | 0 | 8  | 1  | +7 |
|  | 2.   | Genova Calcio           | 11 | 6 | 3 | 2 | 1 | 11 | 5  | +6 |
|  | 3.   | Cairese                 | 9  | 6 | 2 | 3 | 1 | 8  | 6  | +2 |
|  | 4.   | Albenga                 | 8  | 6 | 2 | 2 | 2 | 7  | 8  | -1 |
|  | 5.   | Campomorone Sant'Olcese | 7  | 6 | 2 | 1 | 3 | 8  | 10 | -2 |
|  | 6.   | Pietra Ligure           | 3  | 6 | 0 | 3 | 3 | 3  | 7  | -4 |
|  | 7.   | Varazze Don Bosco       | 3  | 6 | 0 | 3 | 3 | 3  | 11 | -8 |

Legenda:
  Ammesso ai play-off
Regolamento:
Tre punti a vittoria, uno a pareggio, zero a sconfitta.

#### Girone B
|  | Pos. | Squadra              | Pt | G | V | N | P | GF | GS | DR |
|  | ---- | -------------------- | -- | - | - | - | - | -- | -- | -- |
|  | 1.   | Ligorna              | 13 | 6 | 4 | 1 | 1 | 13 | 6  | +7 |
|  | 2.   | Rivasamba            | 11 | 6 | 3 | 2 | 1 | 12 | 8  | +4 |
|  | 3.   | Fezzanese            | 11 | 6 | 3 | 2 | 1 | 11 | 6  | +5 |
|  | 4.   | Sestrese             | 10 | 6 | 3 | 1 | 2 | 11 | 11 | 0  |
|  | 5.   | Angelo Baiardo       | 9  | 6 | 3 | 0 | 3 | 10 | 13 | -3 |
|  | 6.   | Rapallo              | 4  | 6 | 1 | 1 | 4 | 7  | 11 | -4 |
|  | 7.   | Athletic Club Albaro | 1  | 6 | 0 | 1 | 5 | 3  | 12 | -9 |

Legenda:
  Ammesso ai play-off
Regolamento:
Tre punti a vittoria, uno a pareggio, zero a sconfitta.

### Play-off

#### Quarti di finale
|               | Risultati       |               | Luogo e data                     |
| ------------- | --------------- | ------------- | -------------------------------- |
| Albenga       | 0 - 3           | Ligorna       | Albenga, 23 maggio 2021          |
| Cairese       | 3 - 0           | Rivasamba     | Cairo Montenotte, 23 maggio 2021 |
| Sestrese      | 0 - 1           | Finale        | Genova, 23 maggio 2021           |
| Fezzanese     | 0 - 0           | Genova Calcio | Sarzana, 23 maggio 2021          |
|               |                 |               |                                  |
| Ligorna       | 1 - 1           | Albenga       | Genova, 30 maggio 2021           |
| Rivasamba     | 0 - 3           | Cairese       | Sestri Levante, 30 maggio 2021   |
| Finale        | 0 - 1 (4-2 dtr) | Sestrese      | Finale Ligure, 30 maggio 2021    |
| Genova Calcio | 1 - 0           | Fezzanese     | Genova, 30 maggio 2021           |
|               |                 |               |                                  |

#### Semifinali
|               | Risultati   |               | Luogo e data                    |
| ------------- | ----------- | ------------- | ------------------------------- |
| Cairese       | 1 - 0       | Finale        | Cairo Montenotte, 6 giugno 2021 |
| Ligorna       | 3 - 2       | Genova Calcio | Genova, 6 giugno 2021           |
|               |             |               |                                 |
| Finale        | 2 - 1 (gfc) | Cairese       | Finale Ligure, 13 giugno 2021   |
| Genova Calcio | 0 - 3       | Ligorna       | Genova, 13 giugno 2021          |
|               |             |               |                                 |

#### Finale
|         | Risultati |         | Luogo e data                |
| ------- | --------- | ------- | --------------------------- |
| Ligorna | 3 - 1     | Cairese | Vado Ligure, 20 giugno 2021 |
|         |           |         |                             |